# Ptačí chřipka

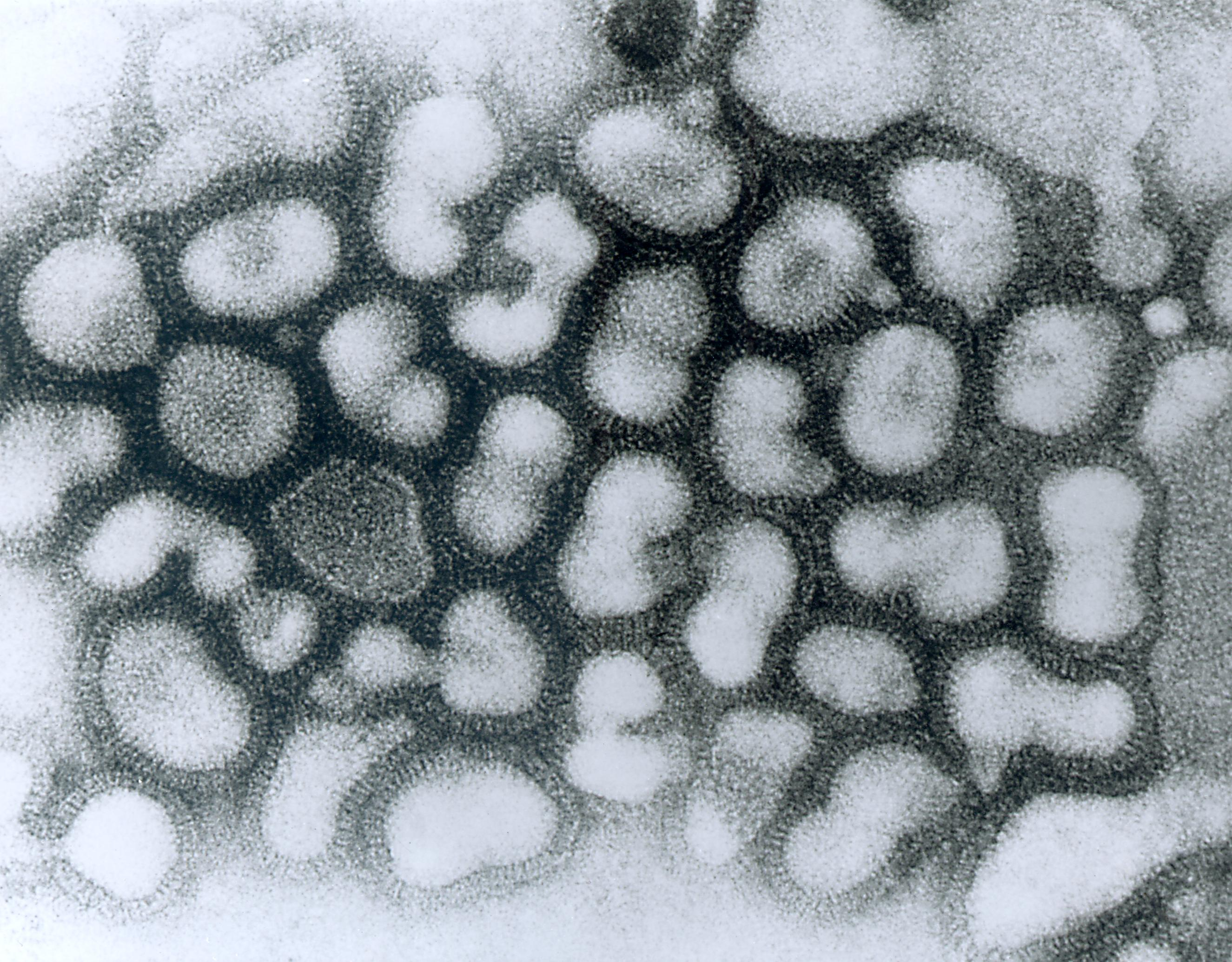
virus ptačí chřipky (HPAIV) pod elektronovým mikroskopem

Ptačí chřipka (poangl. aviární influenza, dříve také klasický mor drůbeže) je onemocnění ptáků způsobované chřipkovými viry typu A, které postihuje primárně ptactvo a pouze výjimečně může být přeneseno na některé druhy savců.
V současné době je ptačí chřipce věnována zvláštní pozornost, zejména jejím vysoce patogenním formám. Tyto formy chřipky, které způsobují „vysoce patogenní viry ptačí chřipky“ (HPAIV, z angl. Highly Pathogenic Avian Influenza Virus), se označují zkratkou HPAI (z angl. Highly Pathogenic Avian Influenza, česky: vysoce patogenní ptačí chřipka).
Ptačí chřipka byla, ještě pod představou ptačí mor, poprvé identifikována v roce 1878 v Itálii (jako virové označena roku 1901 a chřipkové onemocnění roku 1955). Po 1. světové válce se rozšířila velmi příbuzná španělská chřipka. Dnes je známo, že její virus je rozšířen po celém světě. Ve 30. letech minulého století se nemoc opět objevila v Evropě. Vir H5N1 se rozšířil roku 1959 ve Skotsku, H7N3 v Anglii roku 1963, H5N9 v Kanadě roku 1966 a H7N7 v Austrálii roku 1976. Pak až v 80. letech, zejména v Irsku (H5N8) a USA (H5N2), což vedlo k likvidaci milionů jedinců chovného ptactva na daných územích. Další větší ptačí epidemie následovaly 1992 v Mexiku, 1997 v Hongkongu, a jak se později ukázalo, především v dalších zemích Asie.
Nejznámějším a nejsledovanějším typem ptačí chřipky na přelomu 2. a 3. tisíciletí je onemocnění způsobované virem H5N1, jak pro jeho rychlé šíření mezi ptáky, tak pro jeho omezenou schopnost infikovat člověka a vysokou úmrtnost, pokud k této infekci dojde.

## Virus ptačí chřipky
Původcem chřipky ptáků je chřipkový virus typu A, který může napadat ptáky, savce i člověka. Hostitel viru a jeho patogenita pak závisí na mnoha faktorech, jako virus ptačí chřipky se tedy označují všechny chřipkové viry, jejichž prvním hostitelem byl pták.
Všechny chřipkové viry mají na povrchu kapsidy povrchové glykoproteiny hemaglutinin a neuraminidázu. Je známo 15 subtypů hemaglutininu a 9 subtypů neuraminidázy, které se v přírodě vyskytují v mnoha různých vzájemných kombinacích. Přesný subtyp těchto antigenů je součástí názvu daného chřipkového kmene, v současné době je největší pozornost věnována subtypu H5N1 (či A/H5N1, protože patří do skupiny chřipkových virů A), který se (v Asii) objevil v roce 1996 a je považován za vysoce pravděpodobný zdroj možné chřipkové pandemie. U nepatogenních kmenů je hemaglutinin štěpen vzácnějšími typy proteáz na povrchu buněk, což limituje jeho šíření, zatímco u patogenních kmenů běžnými proteázami uvnitř infikované buňky. Tyto kmeny virů tak jsou schopny infikovat velkou škálu buněčných typů.
Nicméně subtyp viru neříká nic o jeho virulenci, ta je závislá i na druhu hostitele, jeho imunitním systému a podmínkách prostředí vůbec. Neplatí tedy, že všechny chřipkové viry subtypu H5N1 jsou vysoce patogenní, patogenita je výsledkem vzájemných interakcí viru, hostitele a prostředí. Nebezpečnou vlastností chřipkových virů vůbec je schopnost vytvářet antigenní variace procesem antigenního posunu a antigenního zvratu: při antigenním posunu se bodovými mutacemi postupně pozměňuje struktura hemaglutininu a neuraminidázy, antigenní zvrat je pak rekombinace segmentů genomů dvou nebo více antigenně mírně odlišných virů uvnitř jediné infikované buňky (u ptačí chřipky se tak nejčastěji stává uvnitř infikované divoké kachny). V obou případech (při zvratu je proces pochopitelně rychlejší) je výsledkem antigenní struktura, která není rozeznána protilátkami proti jiným, „normálním“ chřipkovým virům. U člověka to může snadno vést k pandemii chřipky.

## Riziko pandemie
Světová zdravotnická organizace (WHO) koncem roku 2005 varovala, že v blízké budoucnosti očekává zvýšené riziko chřipkové epidemie, způsobené pravděpodobně virem typu H5N1. V důsledku toho se vlády zemí začaly připravovat na možnou epidemii a pandemii.
K okamžitým opatřením takových příprav patří omezení cestování, očkování nebo hubení chovného ptactva podezřelého z nákazy (zejména o posledním široce publikovala média). K dlouhodobým opatřením patří zejména změna způsobu života, změny chovu domácích zvířat, především v oblastech s největším rizikem (kde lidé bydlí ještě dohromady s domácími zvířaty), ale i jinde, kde masová „tovární produkce“ zvířecího masa podporuje rychlé šíření nejrůznějších nákaz.
WHO popisuje šest fází pandemie, od první nejmenšího rizika do šesté, vypuknutí pandemie ve velkém měřítku. Většina zdravotnických úřadů zařadila riziko pandemie způsobené virem H5N1 jako fáze 3 (stav podzim 2005), kdy se vyskytly infekce lidí novými virovými typy, ale nebyla prokázaná přenositelnost mezi lidmi.

### Přenos na hospodářská zvířata
Novější varianta ptačí chřipky H5N1 se ve Spojených státech již přenáší na dobytek tak často, že se podle některých epidemiologů u něj stala endemickou – to znamená, že se už mezi kravami zcela běžně šíří, aniž by bylo nutné, aby mezi ně virus pronikal zvenku od divoce žijících ptáků. Původní cestou přenosu byly pravděpodobně ptačí výkaly v napájecích korytech krav. Virus u dobytka způsobuje respirační onemocnění, ale pokud se dostane do vemene, replikuje se ve velkém množství v mléčné tkáni a vytváří nové mutace přenosné na člověka. Nová varianta D1.1 se objevila u krav i několika lidí v Nevadě.

### Přenos na člověka
V minulosti byly prokázány nákazy lidí kmeny ptačího chřipkového viru H5N1, H7N9 a H9N2. V Číně, Rusku, některých evropských zemích a na Blízkém východě byl zdrojem nákazy také subtyp H5N8. Virus se zatím vždy přenesl pouze z ptáků na člověka a nešířil se mezilidským kontaktem. Průběh onemocnění je podobný jako u klasické chřipky, mohou se ale objevit i příznaky méně časté, jako zánět spojivek, zápal plic či ztížené dýchání. Roku 2021 ohlásilo Rusko onemocnění sedmi pracovníků drůbeží farmy na jihu země kmenem ptačí chřipky H5N8.
Kmen H7N9, který se od roku 2013 v Číně přenesl na člověka v 1568 případech, vykazuje u lidí neobvykle vysokou smrtnost 40 %. V březnu 2025 byl tento kmen zaznamenán na farmě v Mississippi, kde muselo být utraceno téměř 50 000 kuřat. Proti tomuto viru neexistuje u lidí žádná přirozená imunita a má pandemický potenciál. Dokáže infikovat myši, fretky a primáty a u fretek byla dokonce pozorována omezená schopnost přenosu vzduchem. Na výrobě vakcíny proti H7N9 se pracuje.

## Ptačí chřipka u ptáků
Přirozeným rezervoárem chřipky jsou divoké kachny, další divoce žijící ptáci a prase. Ne všechny varianty viru jsou virulentní, některé způsobují i bezpříznakové infekce, popřípadě se projevují poklesem snášky nebo mírnými infekcemi dýchacích cest. Při infekci virulentnějšími kmeny mají ptáci načepýřené peří, méně žerou a vyhledávají teplejší místa, může se objevit kašel, kýchání, silné slzení, průjem nebo i nervové poruchy. Vysoce virulentní kmeny pak mohou vyvolávat i subakutní infekce s rychlým úhynem, tato varianta byla původně popsána právě jako klasický mor drůbeže. Některé kmeny virů způsobují takové rychle probíhající infekce jen u jediného druhu ptáků a u ostatních způsobují jen skryté, nepozorovatelné příznaky.

## Vývoj ptačí chřipky v Evropě (2003–2006)
- Březen 2003 – ve 13 nizozemských drůbežích farmách propukla ptačí chřipka
- Duben 2003 – epidemie se rozšířila do 200 farem i okolních států (Německo), přes 14 milionů zvířat poraženo a zničeno, v Nizozemsku zemřel nakažený veterinář
- Říjen 2005
  - 5. října byly v Rumunsku (v obci Ceamurlia de Jos v okrese Tulcea v dunajské deltě) nalezeny v uhynulých domácích kachnách protilátky proti viru H5N1, 15. října byl londýnskou laboratoří tento virus potvrzen
  - 8. října vyšlo najevo, že v turecké provincii Balikesir zahynulo 2000 krocanů
  - Potvrdil se předpoklad, že nákazu přinesli tažní ptáci
  - 13. října zveřejnila Komise EU zprávu svých zdravotních úřadů, že ve všech těchto případech byl bez pochyby prokázán virus H5N1 a jeho příbuznost s již známými nálezy virů z Ruska, Mongolska a Číny
  - 14. října ohlásilo Rumunsko další případy nálezů v mrtvé slepici a labuti (v obci Maliuc na rameni Dunaje Sulina v dunajské deltě)
  - 17. října oznámila aténská univerzita v Řecku, že nalezla protilátky proti viru ptačí chřipky u krocana z ostrova Oinousses v blízkosti ostrova Chios v Jihoegejském souostroví, které od turecké pevniny dělí jen 2 km široké moře
  - 23. října uhynul v Británii v karanténě papoušek dovezený ze Surinamu. Podle testů byl nositelem viru H5N1, který je přenosný na člověka
  - 24. října
    - Výskyt viru H5N1 byl potvrzen v Tambovské oblasti Ruska, 400 km jihovýchodně od Moskvy.
    - V Chorvatsku byl virus laboratorně potvrzen u uhynulých labutí poblíž města Našice
    - Maltské úřady nařídili izolaci a karanténu posádky lodě z Tchaj-Wanu; na palubě byli nalezeni uhynulí ptáci

  - 26. října
    - Japonští virologové vyjádřili vážné podezření, že Čína ve velkém měřítku zamlčuje výskyty ptačí chřipky.[6]
- Leden 2006
  - Výskyt ptačí chřipky v Turecku, první dvě oběti na životech
- Březen 2006
  - V Česku první potvrzený výskyt ptačí chřipky typu H5N1, 27.3. nalezena uhynulá labuť u Bavorovic u Hluboké nad Vltavou
- Květen 2006
  - Další případy ptačí chřipky u labutí v Česku
- prosinec 2006
  - Zveřejněna studie[7] dávající do souvislosti směr šíření ptačí chřipky se směrem tahu labutí z rakouských zimovišť za chladného počasí

## Vývoj ptačí chřipky v ČR
V červnu 2007 byl v Tisové (okres Ústí nad Orlicí) zaznamenán první výskyt viru ptačí chřipky v chovu na území Česka.
Roku 2017 byl po deseti letech zaznamenán kmen H5 na jihu Moravy. U kmenu H5N8, který se v tomto roce rozšířil, nebyl nikdy ve světě zaznamenán přenos na člověka. K únoru 2017 bylo v Česku 23 ohnisek ptačí chřipky. K 22. březnu 2017 bylo hlášeno 39 ohnisek, která byla po vyhasnutí zase rušena. Od toho data již žádné nové ohnisko zaznamenáno nebylo a 22. června 2017, po třech měsících ode dne likvidace posledního ohniska v Poseči, bylo Česko oficiálně prosté nákazy. Vedle chovů bylo ve stejném období zaznamenáno také 52 nakažených volně žijících ptáků, a to ve 13 krajích.
18. ledna 2020 byl v obci Štěpánov nad Svratkou zaznamenán výskyt viru H5N8. Jednalo se o první výskyt ptačí chřipky v Česku od roku 2017. Dne 16. února bylo objeveno ohnisko v chovu v obci Slepotice v Pardubickém kraji.
Nákaza se objevila ve velkochovu brojlerů a krůt. Jednalo se opět o virus H5N8. Další šíření viru bylo zastaveno pomocí opatření, která spočívala v likvidaci drůbeže v dotčeném chovu a provedení soupisu chovatelů a drůbeže v okolí deseti kilometrů od ohniska nákazy a dalším monitorováním stavu v této oblasti. Dne 17. února se začalo s vlastní likvidací drůbeže, která se týká 130 tisíců brojlerů a 6 tisíc krůt.

#### Česky
zprávy:
- Ptačí chřipka, zprávy ČTK na stránkách ceskenoviny.cz, průběžně aktualizováno informace, články:
- Ptačí chřipka na stránkách veterinární správy ČR
- Ptaci-chripka.cz - Podrobné a aktualizované informace o ptačí chřipce z rukou lékařů Archivováno 28. 10. 2005 na Wayback Machine. (redakce Archivováno 7. 1. 2006 na Wayback Machine.)
- Rychlý průvodce: Ptačí chřipka serveru BBC
- Speciál o ptačí chřipce na novinkách.cz
- Vědci: Tamiflu proti ptačí chřipce nemusí fungovat, 14.10.2005, zpráva o článku v Nature
- Jak to skutečně do detailů bylo v tomto případě novinářské nepřesnosti, popisované i v předchozím přípěvku jako „nefunkčnost Tamiflu“. 17.10. 2005 „…Nejedná se o nově zjištěný případ onemocnění virem ptačí chřipky, ale o případ z února 2005, který je evidován Světovou zdravotnickou organizací (WHO). Světová zdravotnická organizace i přes tuto informaci doporučovala a nadále doporučuje lék Tamiflu jako optimální přípravek pro prevenci a léčbu ptačí chřipky… Nakonec byla pacientka jako vyléčená propuštěna z nemocnice domů. Rezistence zjištěná u izolovaných virů nebyla stoprocentní, ale jen částečná. Na potlačení aktivity viru bylo pouze potřeba větších koncentrací léku Tamiflu…“
- Stanovisko mezinárodní organizace na ochranu ptáků BirdLife International a doplnění České společnosti ornitologické, 14.10.2005, na jejích stránkách cso.cz
- Ptačí chřipka a volně žijící ptáci, Jaroslav Šimek, 13.10.2005, článek na stránkách Českého rozhlasu, rozhlas.cz
- Ptačí chřipka „usmrtí až 150 milionů lidí“ článek Britských listů, překlad z deníku Guardian, Bird flu pandemic 'could kill 150m', 30.9.2005
- Ptačí chřipka (Avian Influenzae, Bird flu) na stránkách cestovní medicíny, 16.2.2004
- Dlouhý čas tajená ptačí chřipka ochránci hospodářských zvířat, 10.2.2004, překlad z němčiny, 24. 1. 2004
- Krajská hygienická stanice Moravskoslezského kraje o ptačí chřipce, leden 2004

#### Anglicky
- Discussion forum on Avian (Bird) Flu H5N1 related issues : www.allaboutflu.com
- FIC , Flu in china & flu information centre, Velice dobré čínské stránky v angličtině, kde si lze i stáhnout zdarma různý software, sloužící k řešení problematiky chřipky
- Avian influenza frequently asked questions, na stránkách WHO, who.int, průběžně aktualizováno
- Warnings of a Flue Pandemic, na stránkách Nature, nature.com, průběžně aktualizováno
- Avian Flu, Spreading Its Wings, TIME Europe, time.com/time/europe, průběžně aktualizováno
- Special report: Bird flu, Guardian, guardian.co.uk, průběžně aktualizováno
- Heneberg, P.: Migration behaviour of mute swans (Cygnus olor) wintering in Ceské Budejovice, Czech Republic. Linzer biologische Beiträge 38/2(2006):1403-1412. Článek dávající do souvislosti směr šíření H5N1 a zimní přesuny labutí z Rakouska do ČR.
- Avian flu (bird flu), Trisha Macnair, na stránkách BBC Health, bbc.co.uk/health